# 존 로드
존 로드(영어: Jon Lord, 1941년 6월 9일 ~ 2012년 7월 16일)는 영국의 오케스트라, 록 작곡가, 피아니스트, 그리고 해먼드 오르간 연주자로 클래식 또는 바로크 형식, 특히 영국의 하드 록 밴드 딥 퍼플과 록을 융합하는 선구적인 작업으로 알려져 있다. 그는 또한 화이트스네이크, 페이스 애쉬튼 로드, 아트우즈, 플라워 포트 맨, 산타 바바라 머신 헤드에서 시간을 보냈다. 1968년, 로드는 1970년까지 그가 리더로 여겨졌던 하드 록 밴드인 딥 퍼플을 공동 창립했다. 다른 멤버들과 함께, 그는 그의 밴드의 가장 인기 있는 노래 대부분을 공동 작업했다. 딥 퍼플의 하드 록 기간 동안 로드의 독특한 오르간 연주가 밴드 특유의 헤비 사운드에 필수적이었고 헤비 메탈의 초기 발전에 기여했다. 그와 드러머 이언 페이스는 1968년부터 1976년 사이, 그리고 1984년 재창단된 이후 2002년 로드가 은퇴할 때까지 이 밴드에서 유일하게 지속적인 존재였다. 2010년 11월 11일, 그는 스코틀랜드 에든버러에 있는 스티븐슨 대학교의 명예 펠로우로 취임했다. 2011년 7월 15일, 그는 레스터 대학교로부터 드 몽포르 홀에서 명예 음악 박사 학위를 받았다. 로드는 2016년 4월 8일 딥 퍼플의 멤버로 로큰롤 명예의 전당에 헌액되었다.

## 개인 생활
로드에게는 남동생 스티븐이 있다. 1969년부터 1975년까지 로드의 첫 번째 결혼은 주디스 펠드먼과의 결혼으로, 그는 딸 사라를 낳았다. 로드의 두 번째 부인 비키 깁스는 딥 퍼플 밴드 동료였던 글렌 휴즈의 전 여자친구이자 이언 페이스의 부인 재키 페이스의 쌍둥이 자매였다. 자매의 아버지는 사우스스태퍼드셔 브레우드에 있는 오클리 하우스 컨트리 클럽의 소유주인 프랭크 깁스였다. 그리고 존과 비키에게는 딸 에이미도 있었다.

## 질병 및 사망
2011년 7월, 로드는 췌장암을 앓고 있는 것으로 밝혀졌다. 영국과 이스라엘에서 치료를 받은 후, 그는 폐색전증을 앓은 후 2012년 7월 16일 런던 클리닉에서 사망했다. 그의 장례식은 햄블든에 있는 성모 마리아 성당의 새 교회 묘지에 있었다.

## 음반 목록

### 딥 퍼플
- Shades of Deep Purple (1968년)
- The Book of Taliesyn (1968년)
- Deep Purple (1969년)
- Concerto for Group and Orchestra (1969년)
- Deep Purple in Rock  (1970년)
- Fireball (1971년)
- Machine Head (1972년)
- Made in Japan (1972년)
- Who Do We Think We Are (1973년)
- Burn (1974년)
- Stormbringer (1974년)
- Come Taste the Band (1975년)
- Perfect Strangers (1984년)
- The House of Blue Light (1987년)
- Slaves and Masters (1990년)
- The Battle Rages On... (1993년)
- Purpendicular (1996년)
- Abandon (1998년)

### 화이트스네이크
- Ready an' Willing (1980년)
- Live... in the Heart of the City (1980년)
- Come an' Get It (1981년)
- Saints & Sinners (1982년)
- Slide It In (1984년)